# Campeonato Sudamericano y Centroamericano de Balonmano
El Campeonato Sudamericano y Centroamericano de Balonmano es la máxima competición de selecciones de balonmano de Sudamérica y Centroamérica. La primera edición tuvo lugar en 2020, después de que el Campeonato Panamericano de Balonmano quedase dividido en dos.
En su primera edición el torneo fue disputado en Brasil y la Selección argentina se hizo con el título al vencer a la anfitriona.

## Ediciones
| N.° | Año  | Sede                      | Oro       | Plata     | Bronce  |
| --- | ---- | ------------------------- | --------- | --------- | ------- |
| I   | 2020 | Maringá ( Brasil)         | Argentina | Brasil    | Uruguay |
| II  | 2022 | Recife ( Brasil)          | Brasil    | Argentina | Chile   |
| III | 2024 | Buenos Aires ( Argentina) | Brasil    | Argentina | Chile   |

## Selecciones participantes
| Selección  | 2020 | 2022 | 2024 | Participaciones |
| Argentina  | 1ª   | 2ª   | 2ª   |                 |
| Bolivia    | 6.ª  | 7.ª  | -    |                 |
| Brasil     | 2ª   | 1ª   | 1ª   |                 |
| Chile      | 4.ª  | 3ª   | 3ª   |                 |
| Paraguay   | 5.ª  | 5.ª  | 4.ª  |                 |
| Uruguay    | 3ª   | 4.ª  | 5.ª  |                 |
| Costa Rica | -    | 6.ª  | 6.ª  |                 |
| Total      | 6    | 7    | 6    |                 |

## Medallero histórico
| Núm. | País      | Oro | Plata | Bronce | Total |
| ---- | --------- | --- | ----- | ------ | ----- |
| 1    | Brasil    | 2   | 1     | 0      | 3     |
| 2    | Argentina | 1   | 2     | 0      | 3     |
| 3    | Chile     | 0   | 0     | 2      | 2     |
| 4    | Uruguay   | 0   | 0     | 1      | 1     |